# Al Darby
Alvis Russell Darby (Miami, 14 settembre 1954) è un ex giocatore di football americano statunitense che ha militato nel ruolo di tight end nella National Football League (NFL).

## Carriera
Al college Darby  giocò a football a Florida. Fu scelto dalla neonata franchigia dei Seattle Seahawks nel corso del sesto giro (157º assoluto) del Draft NFL 1976. Vi rimase per poco tempo, prima di concludere la sua stagione da rookie con gli Houston Oilers. Disputò un'ultima stagione nel 1978 con i Tampa Bay Buccaneers, chiudendo la carriera nella NFL con 9 presenze, nessuna delle quali come titolare.